# Хімічний завод у Ле-Рош-де-Кондріє
Хімічний завод у Ле-Рош-де-Кондріє – виробничий майданчик хімічного спрямування на південному сході Франції, південніше від Ліону.
В 1917 році заснували компанію Société des produits chimiques due Fontaines, яка мала реалізувати проект спорудження хімічного майданчику у Ле-Рош-де-Кондріє. В 1920-му контроль над майданчиком перейшов до Societe Progil (Produits Chimiques Gillet — дочірня структура групи Gillet, яка опікувалась її хімічним напрямком) і того ж року завод почав свою роботу з випуску карбонату барію шляхом реакції бариту з сульфідом натрію.
В 1922 році асортимент розширили за рахунок динатрію фосфату та сірковуглецю, що започаткувало два головні напрямки розвитку майданчику – фосфорний та сірчаний. За період до кінця 1930-х запустили виробництво ортофосфатів, пірофосфатів, поліфосфатів та метафосфатів, солей натрію (відомо про бісульфіт натрію) та солей калію. Також майданчик продукував сульфатну кислоту.
Починаючи з кінця 1940-х узялись за освоєння виробництва нових продуктів, як то фосфорна кислота (“мокрим” методом, що зазвичай передбачає використання сульфатної кислоти та фосфоритів), триполіфосфат натрію, діоксид вуглецю (цей продукт з 1965-го отримували реакцією фосфорної кислоти з карбонатом натрію, очищали та зріджували), фосфат калію (з 1968-го). Крім того, в 1964-му перейшли на новий метод продукування сірковуглецю за допомогою реакції метану з сіркою, яку вилучали з природного газу найбільшого французького газового родовища Лак. Як супутній продукт отримували сірководень, що йшов на виробництво сульфатної кислоти (можливо відзначити, що по середину XX століття традиційним методом отримання цієї кислоти було спалювання піритів).
Станом на початок 1970-х фосфорну сировину могли отримувати з заводу в Еп'єррі, який виробляв жовтий фосфор та похідний від нього фосфорний ангідрид (прекурсор термічної фосфорної кислоти) і біля 80% своєї продукції відправляв саме до Ле-Рош-де-Кондріє.
В 1972-му запустили новий напрямок продукування напівфабрикатів для кормових добавок, при цьому спершу почали виробництво метантіолу (метилмеркаптану), який отримували реакцією сірководню та метанолу. А в 1977 (за іншими даними – 1981) році розпочали випуск наступного нафпівфабрикату – метилтіопропіонового альдегіду, для чого використовують метантіол та акролеїн. Останній також випускають в Ле-Рош-де-Кондріє шляхом окиснення пропілену, який може надходити по пропіленопроводу Фейзен – Руссійон. Далі метилтіопропіоновий альдегід відправляють на заводи з виробництва власне кормової добавки для птахівництва – метіоніну.
На фосфорному напрямку в 1978-му ввелив дію установку очистки фосфорної кислоти, яка дозволила випускати харчові фосфати. З іншої сторони, в останній чверті XX століття через екологічні міркування почали вводити обмеження на використання фосфатів, тому в 1990-х роках асортимент цього напрямку сильно скоротився. 
На цьому тлі в 1970-х роках відбулось входження Progil до хімічного концерну Rhone-Poulenc, який в 1982-му через загальну кризу французької хімічної промисловості був націоналізований. В 1993-му відбулась реприватизація Rhone-Poulenc, а в 1998-му провели реформу, за якою в Rhône-Poulenc залишився напрям фармацевтики, тоді як інший хімічний бізнес (і, зокрема, розташований в Ле-Рош-де-Кондріє) виокремили в дочірню компанію Rhodia (в середині 2000-х Rhône-Poulenc продала всі належні їй акції Rhodia). При цьому вирішили суттєво скоротити асортимент продукції та зосередитись на найбільш привабливих напрямках, тому почали розпродаж різних виробничих блоків, так що майданчик у Ле-Рош-де-Кондріє наразі виявився розділеним між кількома компаніями, як то Pryon (випускає фосфати натрію та калію), Alko (продукує сульфат алюмінію) та Adisseo (з 2006-го опинилась під контролем Bluestar International – дочірньої компанії китайської Chemchina, яка в 2021-му увійшла до Sinochem).
Adisseo випускає сірковуглець, сірководень, сульфатну кислоту, акролеїн, метантіолу та метилтіопропіоновий альдегід. В 2003  та 2014 роках Adisseo запустила дві нові установки з виробництва метилтіопропіонового альдегіду, що дозволяє забезпечувати на наступному етапі виробнцитво 280 тисяч тонн метіоніну (для синтезу 1 тонни цього продукту потрібно 0,77 тонн метилтіопропіонового альдегіду). Вироблений метилтіопропіоновий альдегід транспортується на належні Adisseo заводи з випуску метіоніну залізничним транспортом та по трубопроводу, що сполучає Ле-Рош-де-Кондріє з розташованим за десяток кілометрів майданчиком в Ле-Пеаж-де-Руссійон. 
На початку 2010-х Adisseo прийняла рішення про інвестування у морський термінал з перевантаження сріки в Байонні пропускною здатністю 200 тисяч тонн на рік. 
В першій половині 2020-х у Adisseo узялись за проект електролізної установки, що могла б виробляти 2000 тисячі тонн водню на рік.